# SUPER MONKEY'S
SUPER MONKEY'S（スーパー・モンキーズ）は、日本の女性ダンスアイドルグループ。1996年に実質的に解散。安室奈美恵とMAXの源流のグループである。

## 歴史
始まり
活動を開始した年について明確な記録は見られないが、「沖縄アクターズスクール」内における20人ほどのトップ選抜グループの総称で、現kiroroの玉城千春も一時在籍した。デビュー予備軍の新たなチームが編成され、最終段階で女子5人と男子2人うち一人は牧野アンナの実兄、をメンバーとするが、デビュー前に変更されて女子5人グループとなる。
名前の由来はスクールの校長であるマキノ正幸の「お前たちはまだタレントではなく猿の段階、でもただの猿（モンキー）じゃかわいそうだから”スーパー・モンキーズ”にしよう！」の一言がきっかけであると当時の雑誌インタビューなどで発言している。

グループ結成から「TRY ME 〜私を信じて〜」がヒットする迄、何度かメンバーチェンジしている。

### 「スーパーモンキーズスペシャル」時代（1991年 - ）
- 1991年、「SUPER MONKEY'S」から選抜された女子5人男子2人のメンバーでグループを結成。メンバー全員が琉球空手の初段で、デビュー前に琉球放送『HOT NIGHT沖縄アイランド』のオープニングで空手を取り入れたダンスパフォーマンスを披露するなど地元番組に度々出演しており、それが東京のテレビスタッフの目に留まったことがきっかけで全国ネットのテレビ出演が決まる。

### 「SUPER MONKEY'S」時代（1992年4月 - 1993年4月）
- 全国出演をきっかけに男子メンバーが抜け、安室奈美恵、牧野アンナ、澤岻奈々子（95年頃に「沢詩」に改名、後のNana）、天久美奈子（後のMina）、新垣寿子の女子5人グループとなる。それに伴い、グループ名もアクターズ内選抜の「SUPER MONKEY'S」をそのまま代用。
- 1992年4月より、TBS系『KATO&KENテレビバスターズ』のアシスタント（バスターズガール）としての出演や、ロッテ「シリアルアイス」のCMに初出演し、本格的に東京での芸能活動をスタート。同時期に、日本テレビ系バラエティ番組『天才・たけしの元気が出るテレビ!!』に琉球空手少女として出演した。
- 1992年9月、当時の東芝グループの東芝EMI（現・ユニバーサルミュージックLLC）より「恋のキュート・ビート/ミスターU.S.A.」でメジャーデビュー。デビュー当時のキャッチフレーズは「OKINAWAからカリフォルニアが見える」。
  - 初代リーダーはマキノ校長の娘で既にアイドル歌手を経験していた牧野だったが、同年の12月に脱退し、沖縄アクターズスクールの講師に転身した[注 2]。牧野と入れ替わり新メンバーの中曾根梨乃が加入するが、年明けに入院のためイベント出演も欠席するなど目立った活動はなかった。牧野脱退後、澤岻が2代目のリーダーとなる。

### 「SUPER MONKEY'S 4」時代（1993年4月 - 1994年6月）
- 安室、澤岻、天久、新垣の4人体制に移行。同時にメンバー全員が沖縄アクターズスクールを正式に卒業し、上京する。

- 1993年4月より、NHKの音楽番組『POP JAM'93』に番組のマスコットガール兼バックダンサー・“PJG（ポップ・ジャム・ガールズ）”としてレギュラー出演。
  - 5月に発売された2ndシングル「ダンシング・ジャンク」は現在も続くNHKのテレビアニメ『忍たま乱太郎』の初代エンディングテーマとなり、番組終了間際のミニコーナーもメンバーが担当した。
  - 11月、シングル「愛してマスカット」をリリース。同曲でロッテ「マスカットガム」のCMイメージキャラクターとなり、新曲発表も兼ねたガムのキャンペーンイベントを各地で行う。
  - 12月、年末の『第44回NHK紅白歌合戦』では、森口博子の楽曲「ホイッスル」のバックダンサーとして参加した。

### 「安室奈美恵 with SUPER MONKEY'S」時代（1994年7月 - 1996年9月）
- 1994年7月、中西圭三が作曲・コーラスを担当したシングル「PARADISE TRAIN」をリリース。同時にグループ名を「安室奈美恵 with SUPER MONKEY'S」へと改名し、以降は安室が単独でボーカルを務めた。
  - 8月より、日本テレビ系『夜もヒッパレ一生けんめい。』に準レギュラーとして出演開始。
  - 10月、新垣が沖縄アクターズスクールの講師となるためグループを脱退。新垣と入れ替わる形で松田律子（後のLina）、安室の同級生で同じ中学校に通っていた宮内玲奈（後のReina）が加入し、デビュー時以来の5人体制となる。
- 1995年1月、MAX松浦プロデュースによるシングル「TRY ME 〜私を信じて〜」をリリース。ユーロビートのカバーでもある同曲は、初登場の49位からじわじわと上昇し、初のオリコンチャートTOP10入りを果たすと同時に累計でも70万枚を超える売上を記録。その後も「太陽のSEASON」、「Stop the music」と同路線で立て続けにヒットを生み出す[注 3]。
  - 4月より、日本テレビ系音楽バラエティ『THE夜もヒッパレ』にレギュラー出演。安室を除く4人がMAXとして活動を開始する。但し、MAXのCDデビューや安室のavex移籍後も、安室のシングル「Body Feels EXIT」、「Chase the Chance」ではバックダンサーとして4人が参加しているほか、ライブもグループ名義で行われており、5人での活動は継続された。
  - 8月、初の本格ライブ「安室奈美恵 with Super Monkey's Concert '95〜ハートに火をつけて〜」を岡山、愛知、東京の3か所で開催。
  - 12月には初の沖縄凱旋ライブ「TVガイド PRESENTS 安室奈美恵 with SUPER MONKEY'S FIRST LIVE in OKINAWA」を沖縄コンベンションセンターで行い、4000人を動員。念願の地元での初公演だったこともあり、アンコールの際のMCでは全員が感極まり涙を見せた。
- 1996年3月から5月に、日本武道館・大阪城ホール公演を含む初の全国ツアー「mistio presents AMURO NAMIE with SUPER MONKEY'S TOUR '96」を開催（ホール21公演）。この時期になると、安室の一大ブームやMAXのブレイクなどから別々での活動が目立つようになり、テレビで5人が揃うことが減少していく。
  - 8月から9月にかけ、野外ライブ「SUMMER PRESENTS '96 AMURO NAMIE with SUPER MONKEY'S」を開催。最終日である9月1日の千葉マリンスタジアム公演を最後にグループとしての活動を休止。実質上解散し、テレビでは9月28日放送の「THE夜もヒッパレ秋のスペシャル」がグループ名義としては最後のステージとなった。
  - 1997年9月に一度「スーパーモンキーズ再結成」の記事で年明けから5人で活動再開が検討されるが、安室の結婚・産休やMAXの多忙も重なり立ち消えた。2000年に放送されたテレビ番組の中で安室が「またMAXの皆と同じステージがしたい」と語ったが、5人でのステージも1997年放送の「THE夜もヒッパレ」を最後に実現されていない。

### 「安室奈美恵デビュー25周年」ベスト復刻版の再リリース
- 2018年5月2日、安室のデビュー25周年に合わせ、グループ唯一のベストアルバム『ORIGINAL TRACKS VOL.1』が、全曲リマスタリング、内装の完全復刻、高品質ディスクSHM-CD仕様でユニバーサルミュージック[注 4]から再リリースされた。同アルバムは1996年にリリースされたが、2000年代に入り廃盤となり入手困難となっていた。

### 一夜限定復活
- 2022年10月2日に行われた「沖縄アクターズスクール大復活祭」にて、一夜限りの復活ステージが実現された。引退した安室を除く初期メンバーの牧野、沢詩、天久、新垣の4人でデビューシングルの「恋のキュート・ビート」、そして松田、宮内を加えた計6人で「ミスターU.S.A.」が披露された。グループとしては1996年の活動休止以来、実に26年ぶりのステージとなった。

## エピソード
- 1992年の春から東京のマンションに5人揃って共同生活を行う。メンバーの中学卒業までは、金曜日に東京へ行って仕事をこなし、火曜日に沖縄へ帰る生活をしていた。
- 当初デビューするには『空手で初段取得』『バック転が出来ること』が条件として挙げられていたが、一番順応していた安室が右肘の靱帯を痛めて「やはりアクロバットは危ない」として引き下げられた。
- 本格的に上京した際、リーダーの牧野が作ったルールに則り、ボイストレーニングやダンスレッスン以外にも朝起きてからの腹筋、背筋、ストレッチ、それが一通り終わると近くの公園までジョギング、到着すると空手の形（上段蹴り・中段蹴り・下段蹴り）などをするのを日課にしていた。羽根木公園に無料設置されていた器具で体を鍛えたりもした。
- 当時デビューするために上京したアクターズの研修生は、寂しさから恋人を作ったり、または東京での遊びに目覚めてハメをはずし過ぎたことが原因で出戻りが多く目立った。そのためSUPER MONKEY'Sのメンバーも行動や発言を厳しく制限されており、恋愛禁止令・菓子は1ヶ月に1回・門限は夜6時とされた。他にスクールの代表としての自覚と責任を忘れないために家の玄関に生徒皆が写った集合写真を飾り、それに向かって毎朝「行ってきます!」と言っていた。
- 下積み時代はあまり仕事がなく、交通費も自腹で食事も割り勘で洋服を買っただけでもお金が足りなくなるため、どこへ行くにもメンバー全員で行くことが多かった。どうしても足りない場合は電話で沖縄に居る家族に頼んでいた。しかし、それぞれの親からの仕送りの量がいっぺんに重なると部屋中が食料や沖縄名産品で埋め尽くされてしまい逆に断りの電話をしなければならないこともあった。

## メンバー

### 活動終了時のメンバー
- 安室奈美恵

デビュー時からメインボーカルを担当。デビュー前、アクターズの仲間と一緒に出場した琉球放送のローカル番組「HOT NIGHT沖縄アイランド」内で行われた「ちびっ子カラオケ大会」（1989年8月1日O.A）でゆうゆの『-3℃』を堂々披露し優勝を果たす。その後は学校へ行くのも惜しんで大好きな歌とダンスに没頭、スクールでの行事優先としその節約のために食べ物以外では水ばかり飲んでいた。自分からはあまり前に出ないが反面負けず嫌いでもある。ジャネット・ジャクソン、ポーラ・アブドゥルに強く影響を受けており、当時語っていた夢は「ダンサブルな歌手」。
- 澤岻（→沢詩）奈々子（Nana）

脱退した牧野に代わって2代目のリーダーとなる。デビュー前から沖縄ローカルの番組『沖縄クラブハートキャッチTV』のレギュラーや、新垣と共に沖縄の砂糖をPRする「沖縄砂糖真時代」のCM等に出演していた。デビュー直前に『天才・たけしの元気が出るテレビ!!』に空手少女として出演した際、司会の高田純次と両者海辺で全身毛布グルグル巻きに棒一本で対決することになりあえなく敗れ高田に海に流された。海に浮いて身動きがとれない間、澤岻は「これが初めての芸能界での仕事なんだ…」と思ったとその当時を振り返っている。当時は歌とダンス以上に芝居が好きだったこともあり、オードリー・ヘプバーンやエマニュエル・ベアールをリスペクトしている。当時語っていた夢は「お芝居も踊りもできる女優」。
- 天久美奈子（Mina）

振りの覚えが最も早く、「ダンスの振付確認は美奈子に聞くのが一番確実」とメンバーも認めている。共同生活時代は洗濯・掃除・炊事の当番はあったが、炊事は天久の得意分野だったため、自然と皆の分やお弁当を作る回数が多く、他のメンバーにも作り方を教えたりと食事面でも頼りにされていた。テレビで安室や松田が言うように「美奈子の作ったご飯は美味しい」とのこと。幼少期から歌手志望で、同じ夢を持つ同級生の安室や新垣とは切磋琢磨し、ライバル関係でもあった。安室とはデビュー前、アクターズの定期公演で2度デュオを組んだことがある。当時語っていた夢は「人に夢を与えるほのぼのな歌手」。
- 松田律子（Lina）

脱退した新垣と入れ替わる形で、宮内と共に1994年10月に加入。その前年からメンバーと同じライジングプロダクションにデビュー予備軍として所属しており、当時人気だったC.C.ガールズのようなセクシーグループとして宮内を含む3人組でデビューする予定であった。宣材写真の撮影やレコーディングをする等デビューに向けて着々と準備をしていたが、メンバーの辞退によりデビューが白紙となる。SUPER MONKEY'S加入後は、得意のダンスを活かしキレのある動きを見せた。澤岻や新垣とはアクターズの同期である。
- 宮内玲奈（Reina）

松田と同じく、デビュー前からライジングに所属。既にダンスレッスンを経験していた松田と違い、アクターズ時代は歌や芝居をメインにしていたため、本格的なダンス未経験だった宮内は加入の話をもらった際は悩んだが、同じ中学に通っていた親友の安室と一緒にやりたい思いから、松田と共に新生SUPER MONKEY'Sとして芸能活動をスタートさせた。

### 脱退したメンバー
- 牧野アンナ

グループの初代リーダー。他のメンバーより年上で当時は20歳である分、他人のお子さんを預かる身としての責任を自覚し常にリーダーとして他の4人を叱咤激励している。
グループ全体のレベルを上げるべく知識と教養を身につけるためによく5人で図書館に通った。歌って踊ることはまず歌をもっと好きになり知ることと考え、一例としてアン・ヴォーグの歌に皆で一生懸命聞き耳を立て「今は無理でも将来こういうこともやれたらいいね」とハモリやコーラスを練習してラジオで少し披露したりしている。
安室はこれに関して「もし今もグループでアン・ヴォーグの曲をカバーするなら『FREE YOUR MIND』にしたい」と語っている。牧野が当時の雑誌で語った夢は「芸能界のリーダーになりたい」。
- 新垣寿子

当時のグループ内で一番の天然で爆弾娘だったらしく、門限6時を守らずに帰って来なかったために皆で探し回ったり、内緒で食べていたお菓子がばれて怒られたりもした。これに関しては他のメンバーもバレないようにNanaはジョギングの途中でコースをそれて買いに行ったり、安室は沖縄に帰ったときにこっそり食べていたと話している。
プリンセスプリンセス、リンドバーグが好きで目標はシンディ・ローパー。当時語った夢は「シンディ・ローパーのような、見てるお客さんを圧倒させられる歌手」。
- 中曾根梨乃

牧野脱退の直前に加入したアクターズ時代の仲間の一人である。1992年11月に行われた千葉ロッテマリーンズのイベントに参加しメンバーとして初パフォーマンスを行うが、年明けに虫垂炎で入院し、休養を余儀なくされる。その後一度は復帰するが、諸事情により直後に脱退となってしまった。
早速宣伝に新メンバー紹介も兼ねて、色々な雑誌で今ではかなり貴重なインタビューも受けており、本人は急激な環境の変化に舞台で「緊張して頭が真っ白になった」と語っている。バスケットボールが大好きだが、中学では華道部だった。当時語った夢は「歌と踊りはもちろんアイドルフェイスのアーティストが目標」。
K-POPアイドル等の振付けをしている仲宗根梨乃とは別人である。

## ディスコグラフィ

### シングル
| #                          | 名義                           | 発売日         | タイトル                            | c/w                              | レーベル  | 規格  | 規格品番   | 順位  | 収録アルバム | 備考 |
| -------------------------- | ------------------------------ | -------------- | ----------------------------------- | -------------------------------- | --------- | ----- | ---------- | ----- | --- | --- |
| 1                          | SUPER MONKEY'S                 | 1992年9月16日  | 恋のキュート・ビート/ミスターU.S.A. |                                  | 東芝EMI   | 8cmCD | TODT-2878  | 29位  | Best Album (安室奈美恵 with SUPER MONKEY'S 名義) 「ORIGINAL TRACKS VOL.1」 Best Album (安室奈美恵 名義) 「Finally」                                                                                            | TV出演やプロモーション活動で歌われていたのは「ミスターU.S.A.」のため、実質メイン扱いだった。 初収録アルバムはBest Albumのみの収録で、両曲は『ORIGINAL TRACKS VOL.1』、「ミスターU.S.A」のみ『Finally』に新録ヴァージョンとして収録された。 |
| 2                          | SUPER MONKEY'S4                | 1993年5月26日  | ダンシング・ジャンク                | レインボー・ムーン               | 東芝EMI   | 8cmCD | TODT-3018  | 68位  | 1st Album (安室奈美恵 名義) 「DANCE TRACKS VOL.1」 Best Album (安室奈美恵 with SUPER MONKEY'S 名義) 「ORIGINAL TRACKS VOL.1」                                                                                  | 英記で「DANCING JUNK」と掲載されることもある。 「ダンシング・ジャンク」のみ1st Album『DANCE TRACKS VOL.1』において、「DANCING JUNK」題してアルバム用に制作されたリミックス・ヴァージョンで収録。 |
| 3                          | SUPER MONKEY'S4                | 1993年11月5日  | 愛してマスカット                    | わがままを許して                 | 東芝EMI   | 8cmCD | TODT-3119  | 67位  | 1st Album (安室奈美恵 名義) 「DANCE TRACKS VOL.1」 Best Album (安室奈美恵 with SUPER MONKEY'S 名義) 「ORIGINAL TRACKS VOL.1」 Best Album (安室奈美恵 名義) 「Finally」                                         | 元々はCM用に作られたもので、初CM時には歌詞も異なっていた。 両曲共に、1st Album『DANCE TRACKS VOL.1』及びBest Album『ORIGINAL TRACKS VOL.1』にそれぞれ収録。前者はアルバム用に制作されたリミックス・ヴァージョンで収録。Best Album『Finally』には「愛してマスカット」のみ新録ヴァージョンで収録。                                                   |
| 4                          | 安室奈美恵 with SUPER MONKEY'S | 1994年7月20日  | PARADISE TRAIN                      | 悲しきブロークンボーイ           | 東芝EMI   | 8cmCD | TODT-3275  | 137位 | 1st Album (安室奈美恵 名義) 「DANCE TRACKS VOL.1」 Best Album (安室奈美恵 with SUPER MONKEY'S 名義) 「ORIGINAL TRACKS VOL.1」 Best Album (安室奈美恵 名義) 「Finally」                                         | 同曲を最後に新垣寿子が脱退。 両曲共にBest Album『ORIGINAL TRACKS VOL.1』に収録。表題曲のみ1st Album『DANCE TRACKS VOL.1』とBest Album『Finally』に収録され、前者はアルバム用に制作されたリミックス・ヴァージョンで、後者の『Finally』には新録ヴァージョンで収録。                                                                                  |
| 5                          | 安室奈美恵 with SUPER MONKEY'S | 1995年1月25日  | TRY ME 〜私を信じて〜               | MEMORIES 〜明日のために〜        | 東芝EMI   | 8cmCD | TODT-3421  | 8位   | 1st Album (安室奈美恵 名義) 「DANCE TRACKS VOL.1」 Best Album (安室奈美恵 with SUPER MONKEY'S 名義) 「ORIGINAL TRACKS VOL.1」 Best Album (安室奈美恵 名義) 「181920」 Best Album (安室奈美恵 名義) 「Finally」 | この曲より松田律子、宮内玲奈が加入。 両曲共にBest Album『ORIGINAL TRACKS VOL.1』に収録。表題曲のみ1st Album『DANCE TRACKS VOL.1』、Best Album『181920』と『Finally』に収録。表題曲のみ1stアルバムのリミックス・ヴァージョンで、後者の『Finally』には新録ヴァージョンで収録。                                                                       |
| SUPER MONKEY'S参加シングル |                                |                |                                     |                                  |           |       |            |       | | |
| 1                          | 安室奈美恵                     | 1995年4月26日  | 太陽のSEASON                        | ハートに火をつけて               | 東芝EMI   | 8cmCD | TODT-3446  | 5位   | 1st Album (安室奈美恵 名義) 「DANCE TRACKS VOL.1」 Best Album (安室奈美恵 with SUPER MONKEY'S 名義) 「ORIGINAL TRACKS VOL.1」 Best Album (安室奈美恵 名義) 「181920」 Best Album (安室奈美恵 名義) 「Finally」 | この作品より初のソロ名義のシングルとなっているが、裏ジャケットには「安室奈美恵 with SUPER MONKEY'S」と記載。 両曲共に1st Album『DANCE TRACKS VOL.1』およびBest Album『ORIGINAL TRACKS VOL.1』に収録。表題曲のみ安室名義のBest Album『181920』と『Finally』に収録。1st Albumにはリミックス・ヴァージョンで、『Finally』には新録ヴァージョンで収録。 |
| 2                          | 安室奈美恵                     | 1995年7月24日  | Stop the music                      | GOOD-NIGHT                       | 東芝EMI   | 8cmCD | TODT-3523  | 4位   | 1st Album 「DANCE TRACKS VOL.1」 Best Album (安室奈美恵 with SUPER MONKEY'S 名義) 「ORIGINAL TRACKS VOL.1」 Best Album 「181920」                                                                              | EMI在籍時代、最後のシングル。 前作と同様、裏ジャケットに「安室奈美恵 with SUPER MONKEY'S」と記載。 両曲共にBest Album『ORIGINAL TRACKS VOL.1』に収録。表題曲のみ1st Album『DANCE TRACKS VOL.1』、Best Album『181920』に収録。1stアルバムにはリミックス・ヴァージョンが収録。                                                                       |
| 3                          | 安室奈美恵                     | 1995年10月25日 | Body Feels EXIT                     | Body Feels EXIT (X-TENDED MIX)   | avex trax | 8cmCD | AVDD-20107 | 3位   | 2nd Album 「SWEET 19 BLUES」 1st Best Album 「181920」 6th Best Album 「Finally」 | avex trax移籍後初のシングル。バックダンサーとしてSUPER MONKEY'Sが参加。 2nd Album『SWEET 19 BLUES』にはアルバム用に制作されたリミックス・ヴァージョンで、6th Best Album『Finally』には新録ヴァージョンでそれぞれ収録。 |
| 4                          | 安室奈美恵                     | 1995年12月4日  | Chase the Chance                    | Chase the Chance (TRIP CLUB MIX) | avex trax | 8cmCD | AVDD-20109 | 1位   | 2nd Album 「SWEET 19 BLUES」 1st Best Album 「181920」 6th Best Album 「Finally」 | 引き続き、バックダンサーとしてSUPER MONKEY'Sが参加。 2nd Album『SWEET 19 BLUES』にはアルバム用に制作されたリミックス・ヴァージョン、6th Best Album『Finally』には新録ヴァージョンでそれぞれ収録。 |

### アルバム
| 名義                           | 発売日                   | タイトル                            | レーベル             | 規格                 | 規格品番             | 順位                 | 備考 |                      |                      |
| オリジナル・アルバム           | オリジナル・アルバム     | オリジナル・アルバム                | オリジナル・アルバム | オリジナル・アルバム | オリジナル・アルバム | オリジナル・アルバム | オリジナル・アルバム | オリジナル・アルバム | オリジナル・アルバム |
| ------------------------------ | ------------------------ | ----------------------------------- | -------------------- | -------------------- | -------------------- | -------------------- | --- | -------------------- | -------------------- |
| 安室奈美恵                     | 1995年10月16日（廃盤）   | DANCE TRACKS VOL.1                  | EASTWORLD            | CD                   | TOCT-9100            | 1位                  | 安室の単独名義ではあるが、SUPER MONKEY'Sの楽曲を含み、裏ジャケットやブックレットにメンバー全員の写真が載っている。デビューシングル「恋のキュート・ビート/ミスターU.S.A.」は未収録。 |                      |                      |
| ベスト・アルバム               |                          |                                     |                      |                      |                      |                      | |                      |                      |
| 安室奈美恵 with SUPER MONKEY'S | 1996年9月30日（廃盤）    | ORIGINAL TRACKS VOL.1               | EASTWORLD            | CD                   | TOCT-9630            | 3位                  | 東芝EMI時代の楽曲が全て収録されたベストアルバム。 2000年代に入り廃盤となり、長らく入手困難が続いていたが、安室のデビュー25周年を記念してオリジナルの復刻再発盤がUSM JAPAN（旧EMI）から高品質ディスクSHM-CDとリマスタリングにて再リリースされた。 |                      |                      |
| 安室奈美恵 with SUPER MONKEY'S | 2018年5月2日（現行再発） | ORIGINAL TRACKS VOL.1               | USM JAPAN            | SHM-CD               | UPCY-7472            | 8位                  | 東芝EMI時代の楽曲が全て収録されたベストアルバム。 2000年代に入り廃盤となり、長らく入手困難が続いていたが、安室のデビュー25周年を記念してオリジナルの復刻再発盤がUSM JAPAN（旧EMI）から高品質ディスクSHM-CDとリマスタリングにて再リリースされた。 |                      |                      |
| 参加アルバム                   |                          |                                     |                      |                      |                      |                      | |                      |                      |
| VARIOUS ARTISTS                | 1995年11月15日（廃盤）   | avex dance Matrix '95 TK DANCE CAMP | avex trax            | CD                   | AVCD-11357           | -                    | 1995年8月26日に東京ベイサイドスクエアで行われた小室哲哉主催の野外ライブの模様を収録したライヴ音源CD。 VHS、LDと同日リリース。 |                      |                      |
| 安室奈美恵                     | 1998年1月28日            | 181920                              | avex trax            | CD                   | AVCD-11624           | 1位                  | ソロ転身及び、avex移籍後初となるソロワーク第一弾の集大成ともいえるベスト・アルバム。 同グループ名義からは5thシングル「TRY ME 〜私を信じて〜」、6thシングル「太陽のSEASON」、7thシングル「Stop the music」の3曲が収録。 |                      |                      |
| 安室奈美恵                     | 2017年11月8日            | Finally                             | Dimension Point      | 3CD+DVD              | AVCN-99055〜7        | 1位                  | 安室がデビュー25周年を記念してリリースされたオールタイム・ベストアルバム。 全52曲が収録されているアルバムで、このうち、39曲が再録・ニューレコーディングが施されている。同グループ名義からはデビューシングル「ミスターU.S.A.」、3rdシングル「愛してマスカット」、4thシングル「PARADISE TRAIN」、5thシングル「TRY ME 〜私を信じて〜」、6thシングル「太陽のSEASON」が再録・ニューレコーディングにて収録。 |                      |                      |
| 安室奈美恵                     | 2017年11月8日            | Finally                             | Dimension Point      | 3CD+Blu-ray          | AVCN-99052〜4/B      | 1位                  | 安室がデビュー25周年を記念してリリースされたオールタイム・ベストアルバム。 全52曲が収録されているアルバムで、このうち、39曲が再録・ニューレコーディングが施されている。同グループ名義からはデビューシングル「ミスターU.S.A.」、3rdシングル「愛してマスカット」、4thシングル「PARADISE TRAIN」、5thシングル「TRY ME 〜私を信じて〜」、6thシングル「太陽のSEASON」が再録・ニューレコーディングにて収録。 |                      |                      |
| 安室奈美恵                     | 2017年11月8日            | Finally                             | Dimension Point      | 3CD                  | AVCN-99049〜51/B     | 1位                  | 安室がデビュー25周年を記念してリリースされたオールタイム・ベストアルバム。 全52曲が収録されているアルバムで、このうち、39曲が再録・ニューレコーディングが施されている。同グループ名義からはデビューシングル「ミスターU.S.A.」、3rdシングル「愛してマスカット」、4thシングル「PARADISE TRAIN」、5thシングル「TRY ME 〜私を信じて〜」、6thシングル「太陽のSEASON」が再録・ニューレコーディングにて収録。 |                      |                      |

### 映像作品
※ 全て、参加した唯一の作品となっている。グループとしての単独映像（PV集も含む) でのリリースは一切行っていない。そのため、グループとして参加した映像を観れるのは、現時点でこの2作品のライヴ映像のみとなる。
| 名義            | 発売日                  | タイトル                                                  | レーベル  | 発売形態 | 品番       | 備考 |
| --------------- | ----------------------- | --------------------------------------------------------- | --------- | -------- | ---------- | --- |
| VARIOUS ARTISTS | 1995年11月15日（廃盤）  | avex dance Matrix '95 TK DANCE CAMP                       | avex trax | VHS      | AVVD-90020 | 1995年8月26日に東京ベイサイドスクエアで行われた小室哲哉主催の野外ライブの模様を収録。 安室奈美恵 with SUPER MONKEY'Sは「TRY ME 〜私を信じて〜」、「太陽のSEASON」を披露。 |
| VARIOUS ARTISTS | 1995年11月15日（廃盤）  | avex dance Matrix '95 TK DANCE CAMP                       | avex trax | LD       | AVLD-80006 | 1995年8月26日に東京ベイサイドスクエアで行われた小室哲哉主催の野外ライブの模様を収録。 安室奈美恵 with SUPER MONKEY'Sは「TRY ME 〜私を信じて〜」、「太陽のSEASON」を披露。 |
| 安室奈美恵      | 1996年12月4日（廃盤）   | AMURO NAMIE FIRST ANNIVERSARY 1996 LIVE AT MARINE STADIUM | avex trax | VHS      | AVVD-90029 | 1996年夏の野外ライブ「SUMMER PRESENTS '96 AMURO NAMIE with SUPER MONKEY'S」の最終・千葉マリンスタジアム公演の模様を収録。 このライブを以って安室奈美恵 with SUPER MONKEY'Sはグループとしての活動を休止する。 「Chase the Chance」以降の楽曲でSUPER MONKEY'Sの参加はなかったが、ツアー限定で「You're my sunshine」のバックダンサーを務めている。 |
| 安室奈美恵      | 2000年9月27日（現行盤） | AMURO NAMIE FIRST ANNIVERSARY 1996 LIVE AT MARINE STADIUM | avex trax | DVD      | AVBD-91023 | 1996年夏の野外ライブ「SUMMER PRESENTS '96 AMURO NAMIE with SUPER MONKEY'S」の最終・千葉マリンスタジアム公演の模様を収録。 このライブを以って安室奈美恵 with SUPER MONKEY'Sはグループとしての活動を休止する。 「Chase the Chance」以降の楽曲でSUPER MONKEY'Sの参加はなかったが、ツアー限定で「You're my sunshine」のバックダンサーを務めている。 |

## タイアップ曲
| 年               | 曲                                                         | タイアップ先                                                          |
| ---------------- | ---------------------------------------------------------- | --------------------------------------------------------------------- |
| 1992年           | 恋のキュート・ビート                                       | 日本テレビ系『クイズ世界はSHOW by ショーバイ!!』エンディングテーマ    |
| 1992年           | ミスターU.S.A.                                             | ロッテ「シリアルアイス」CMソング（フルメンバー出演）                  |
| 1993年           | 愛してマスカット                                           | ロッテ「マスカットガム」CMソング（〃）                                |
| 1993年           | ダンシング・ジャンク                                       | NHK総合テレビアニメ『忍たま乱太郎』エンディングテーマ                 |
| 1993年           | レインボー・ムーン                                         | NHK総合テレビアニメ『忍たま乱太郎』挿入歌                             |
| 1994年           | PARADISE TRAIN                                             | ロッテ「マスカットガム&ブルーベリーガム」CMソング（フルメンバー出演） |
| 1994年           | PARADISE TRAIN                                             | 毎日放送・TBS系ドラマ『野々山家の人々』オープニングテーマ             |
| 1994年           | TRY ME 〜私を信じて〜                                      | 95'「ミナミ」CMソング                                                 |
| 1995年           | TRY ME 〜私を信じて〜                                      | 95'「ミナミ」CMソング                                                 |
| 太陽のSEASON     | ロッテ「クレープアイス」CMソング                           |                                                                       |
| 太陽のSEASON     | 日本テレビ系『GROOVY』オープニングテーマ                   |                                                                       |
| Stop the music   | フジテレビ系ドラマ『湘南リバプール学院』オープニングテーマ |                                                                       |
| Body Feels EXIT  | タイトー「X-55」CMソング                                   |                                                                       |
| Chase the Chance | 日本テレビ系ドラマ『ザ・シェフ』主題歌                     |                                                                       |

## 受賞歴
- 1995年
  - 第28回全日本有線放送大賞 ベストリクエスト賞 - 「TRY ME 〜私を信じて〜」
  - 第28回日本有線大賞 有線音楽優秀賞 - 「TRY ME 〜私を信じて〜」
  - 第37回日本レコード大賞 優秀作品賞 - 「TRY ME 〜私を信じて〜」
- 1996年
  - 第33回ゴールデン・アロー賞 音楽賞

## 出演

### バラエティ
- KATO&KENテレビバスターズ（1992年4月 - 9月、TBS）
  - 1992年9月12日の放送内でデビュー曲「ミスターU.S.A.」を歌唱。
- ポップジャム（1993年4月 - 1994年9月、NHK総合）
- 銀BURA天国（1994年7月 - 8月 マンスリーゲスト、テレビ東京）
- 夜もヒッパレ一生けんめい。（1994年8月 - 1995年3月、日本テレビ）
- THE夜もヒッパレ（1995年4月 - 1996年9月、日本テレビ）
  - 安室奈美恵、MAXとしてはグループ活動休止後も引き続き出演。

### CM
- ロッテ（1992年 - 1994年）
  - ロッテアイス「シリアルアイス」、「クランチボール」
  - ロッテガム「マスカットガム」、「ブルーベリーガム」

### ラジオ
- SUPER MONKEY'S GIVE ME A BEAT（1992年10月 - 1993年3月、文化放送）

### ドラマ
- STATION（1995年1月 - 3月、日本テレビ）
  - 第3話「女子高生が泣いた!痴漢の秘密」に安室、沢詩、天久がゲスト出演。
- 湘南リバプール学院（1995年4月 - 9月、フジテレビ）
  - メンバー全員出演。安室は初期のみ。

### 映画
- 学校II（1996年、松竹）
  - 作中に登場する養護学校の生徒達が、安室奈美恵 with SUPER MONKEY'Sのライブを観に行くあらすじのもと本人たち役でライブシーンで登場する。
  - 吉岡秀隆をはじめとする出演者が、実際にツアーの北海道公演に観客として参加して撮影が行われた。